# Ferme des deux Chises
La ferme des deux Chises  est un ensemble de grandes fermes en quadrilatère, jumelées, situées dans le village de Pietrebais, commune d'Incourt en Brabant wallon,  Belgique.

## Histoire et architecture
Les deux fermes ont été construites à la même époque. L'une d'elles porte la date de 1785 sur la clef de sa porte d'entrée. Toutes deux étaient abbatiales et dépendaient de l'abbaye de Waulsort-Hastière. Elles sont construites de brique et de pierre blanche. Au sud, l'énorme grange en long datant du XVIIIe siècle- XIXe siècle est accessible par des portes charretières ouverte sur ses pignons.
Le porche-colombier permet, sous ses voussettes, le passage vers la cour.
La longue habitation au fond de la cour est datée de 173(5?) par les ancres de la façade. La porte principale est d'allure baroque. Ses impostes sont moulurées et portent un arc en plein cintre, à clé. Plusieurs fenêtres sont à croisées sous arquettes, d'autres ont été remaniées.
Depuis plusieurs années la ferme a développé la culture fruitière.

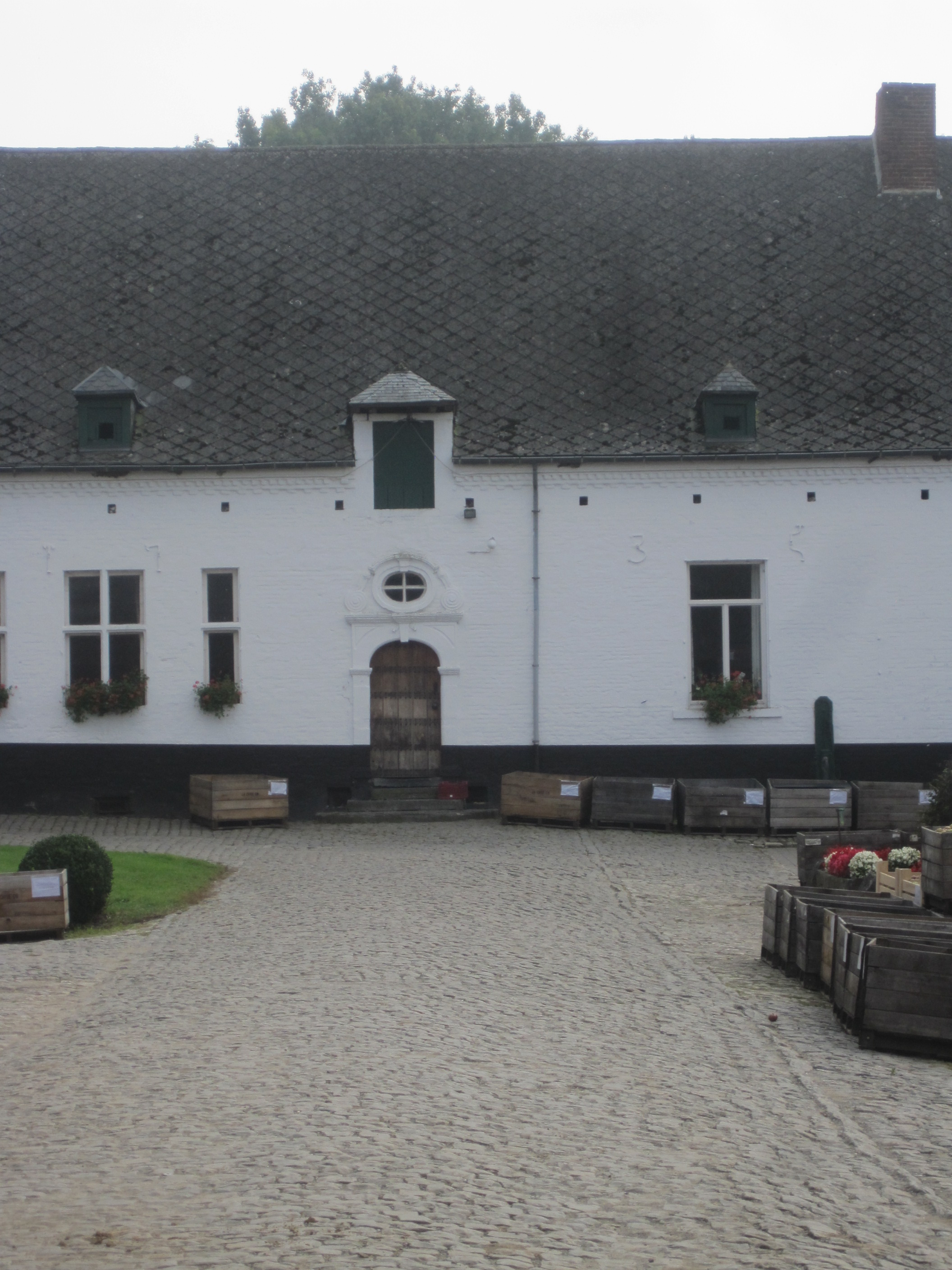
Corps de logis -Deux Chises.
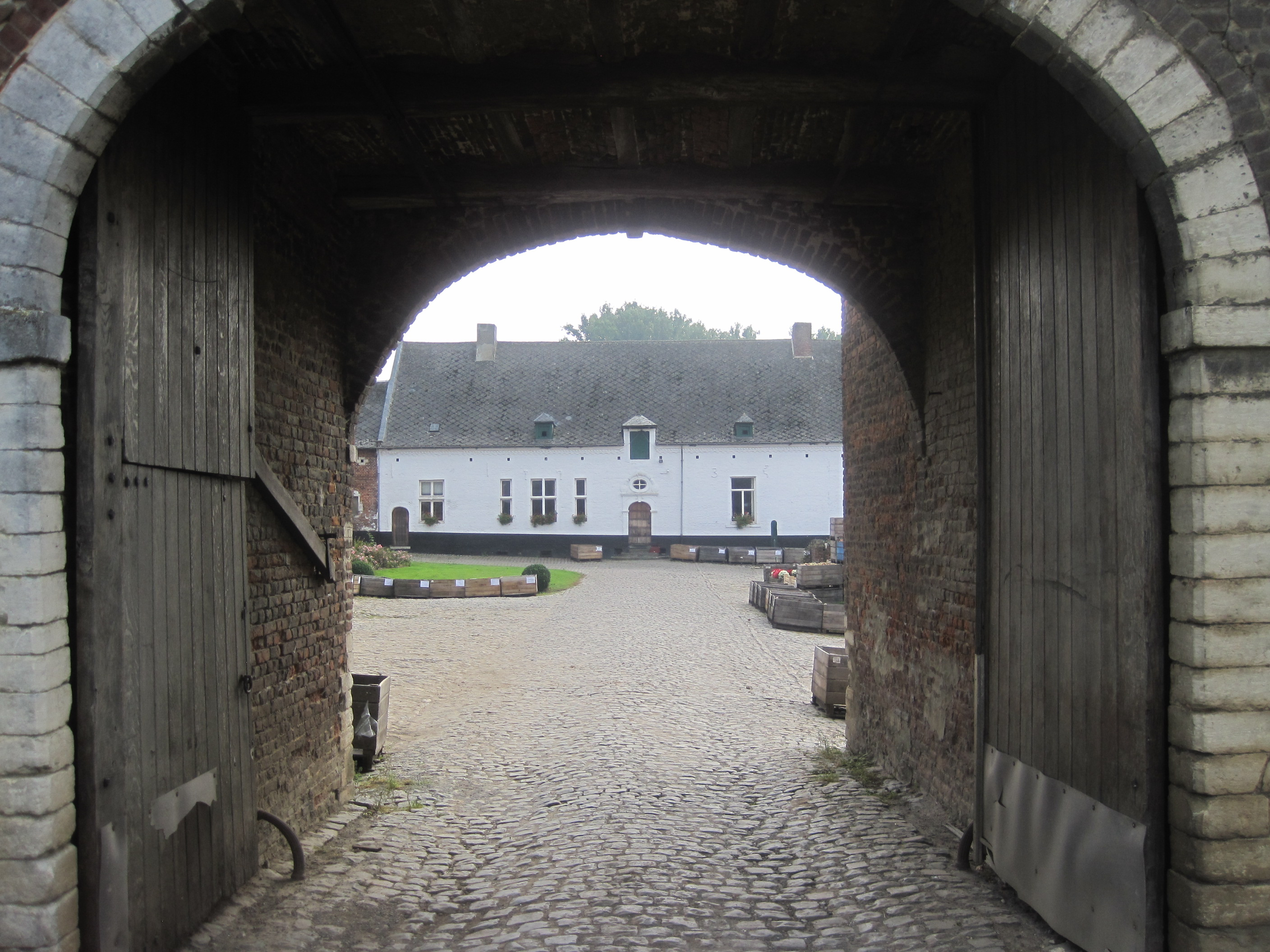
entrée Ferme des Deux Chises.
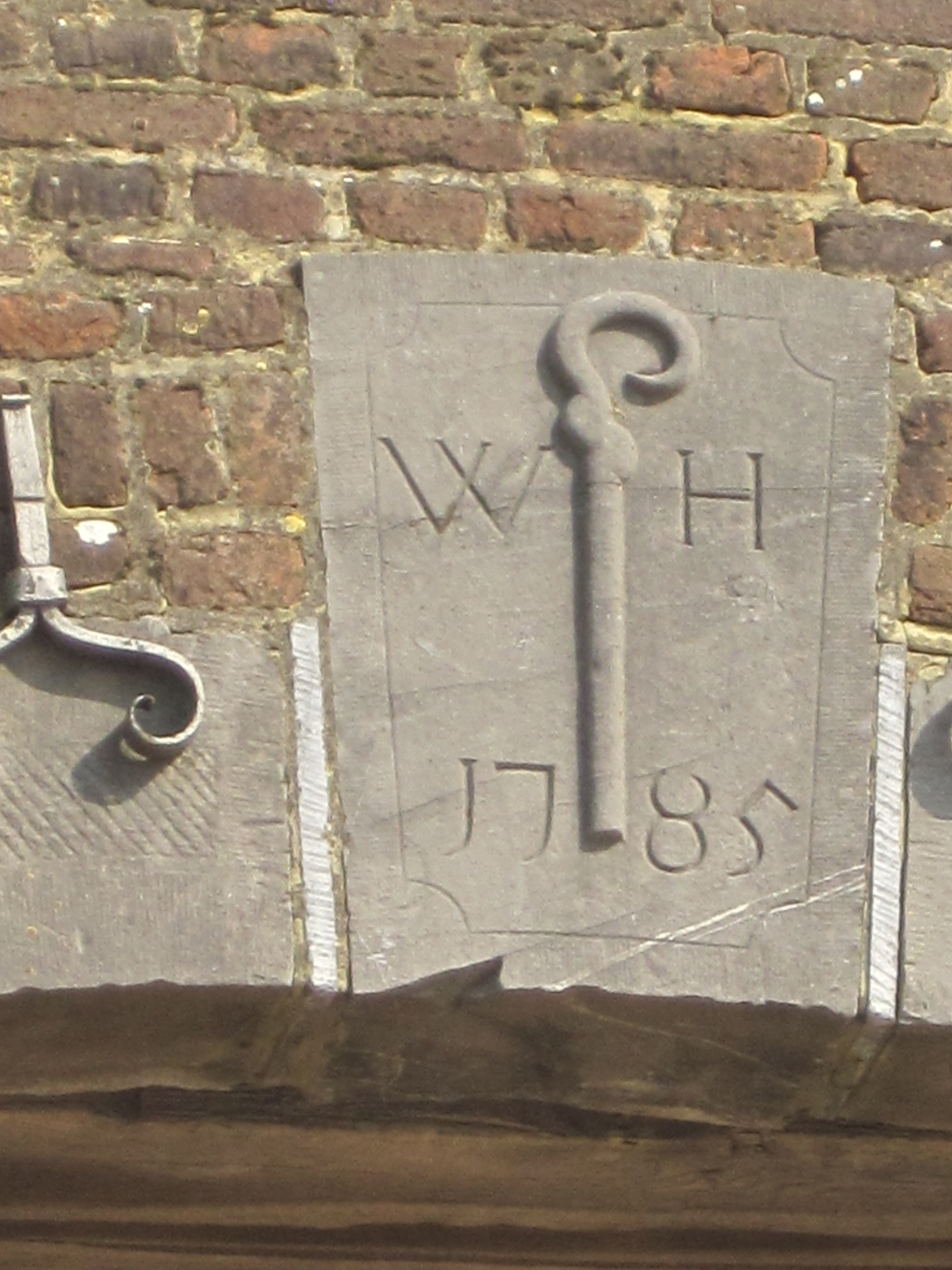
W (Crosse abbatiale)- H 1785 date de la ferme des Deux Chises (Waulsort-Hastière)
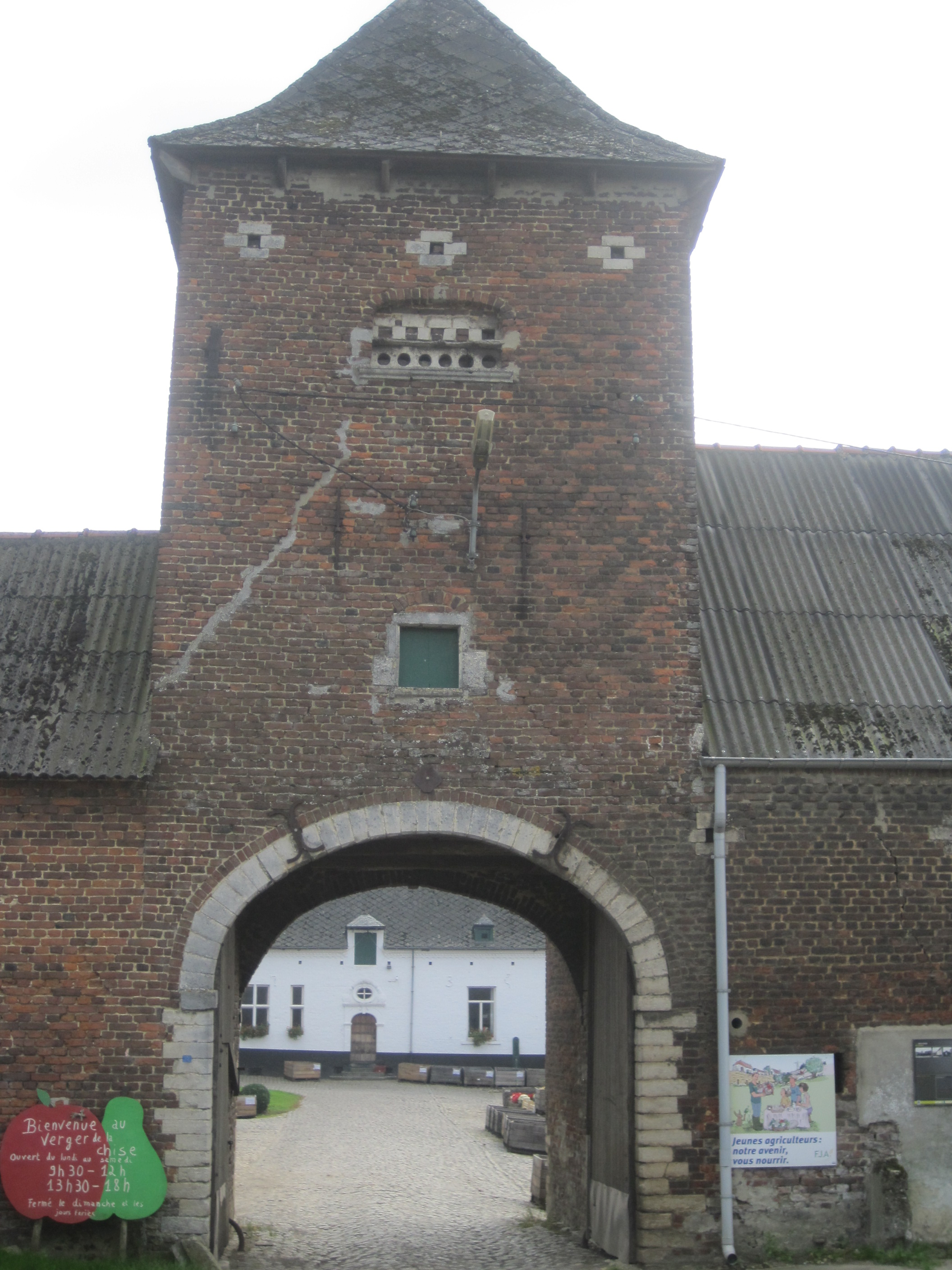
Ferme des Deux Chises à Pietrebais
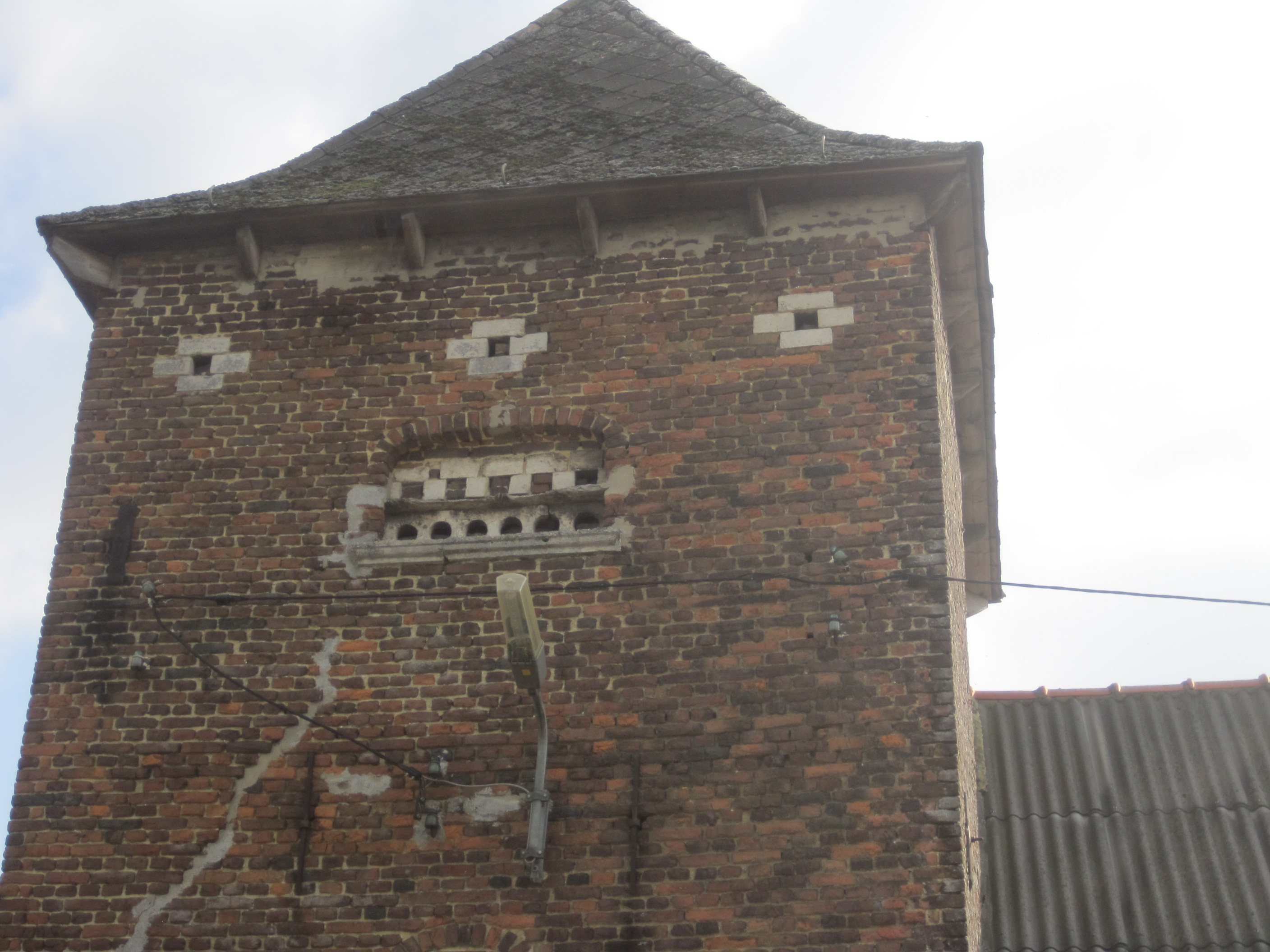
détail du colombier - Deux Chises
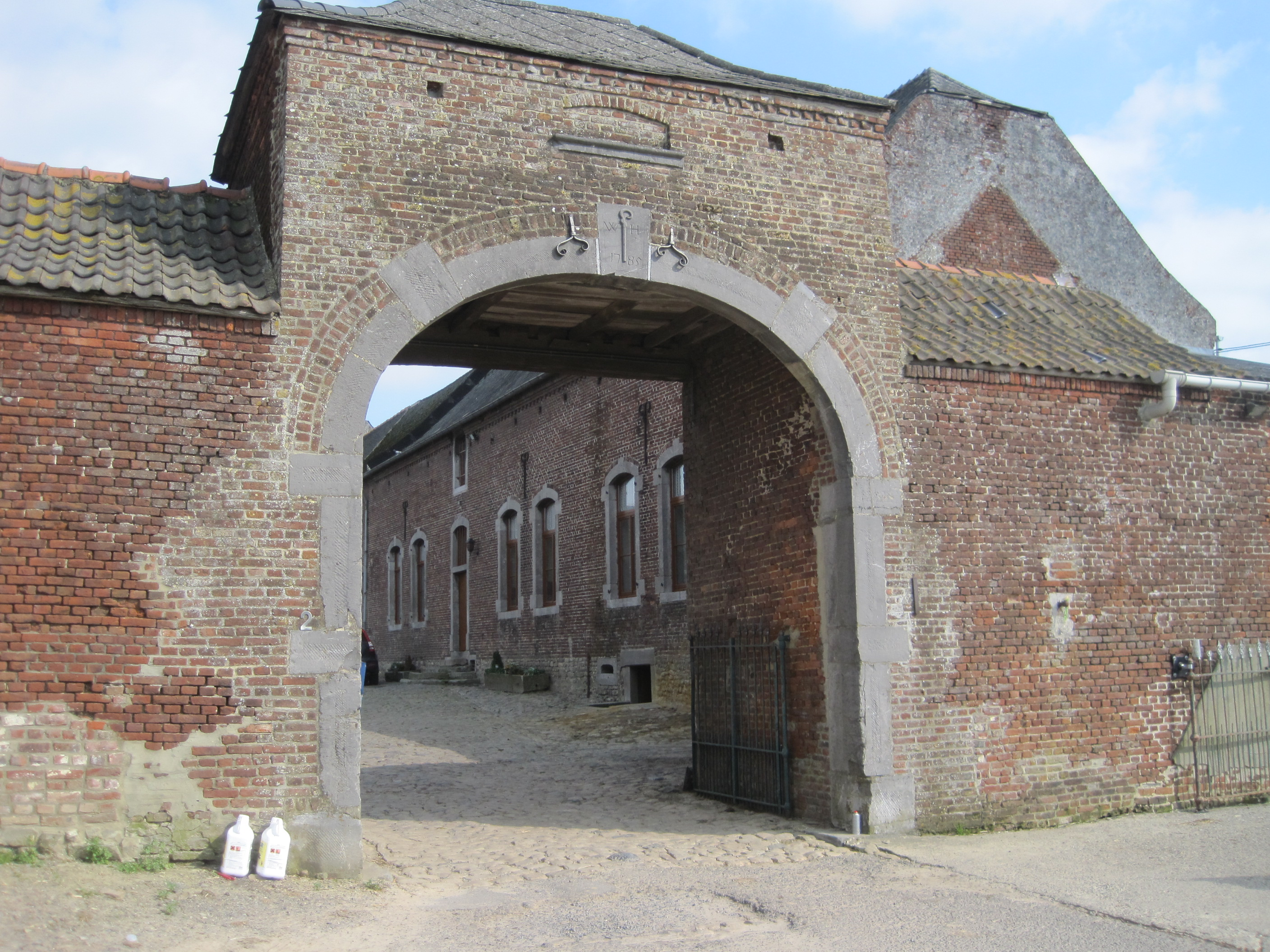
Entrée de la seconde Chise